# Стена Миро
Стена Миро — мозаика на стене Музея имени Вильгельма Хака, сделанная в 1979 году. На стене изображены красочные и причудливые существа. Произведение было изготовлено Жоаном Гарди Артигасом, работавшим под руководством Жоана Миро. По макету 1:10, сделанному Миро, было изготовлено 7200 кусочков; на завершённой работе есть подписи обоих художников. Подпись Миро не датирована, у подписи Артигаса указан 1979 год.
Артигас был художником второго поколения сюрреалистов. Он работал совместно с Миро на протяжении двадцати лет, создавая подобные работы для ЮНЕСКО, IBM и Дворца Конгресса в Мадриде.
Работа была открыта одновременно с концом постройки музея, построенного для хранения пожертвованной коллекции Вильгельма Хака.
Плитки были обожжены в деревне около Барселоны, Гальифе. Их путь до музея составил 1200 километров. Их везли на мулах, грузовиках и железной дороге.
В настоящее время стена потускнела из-за загрязнения, но не очищается из-за высокой стоимости процесса чистки.